# 13-as Csoport

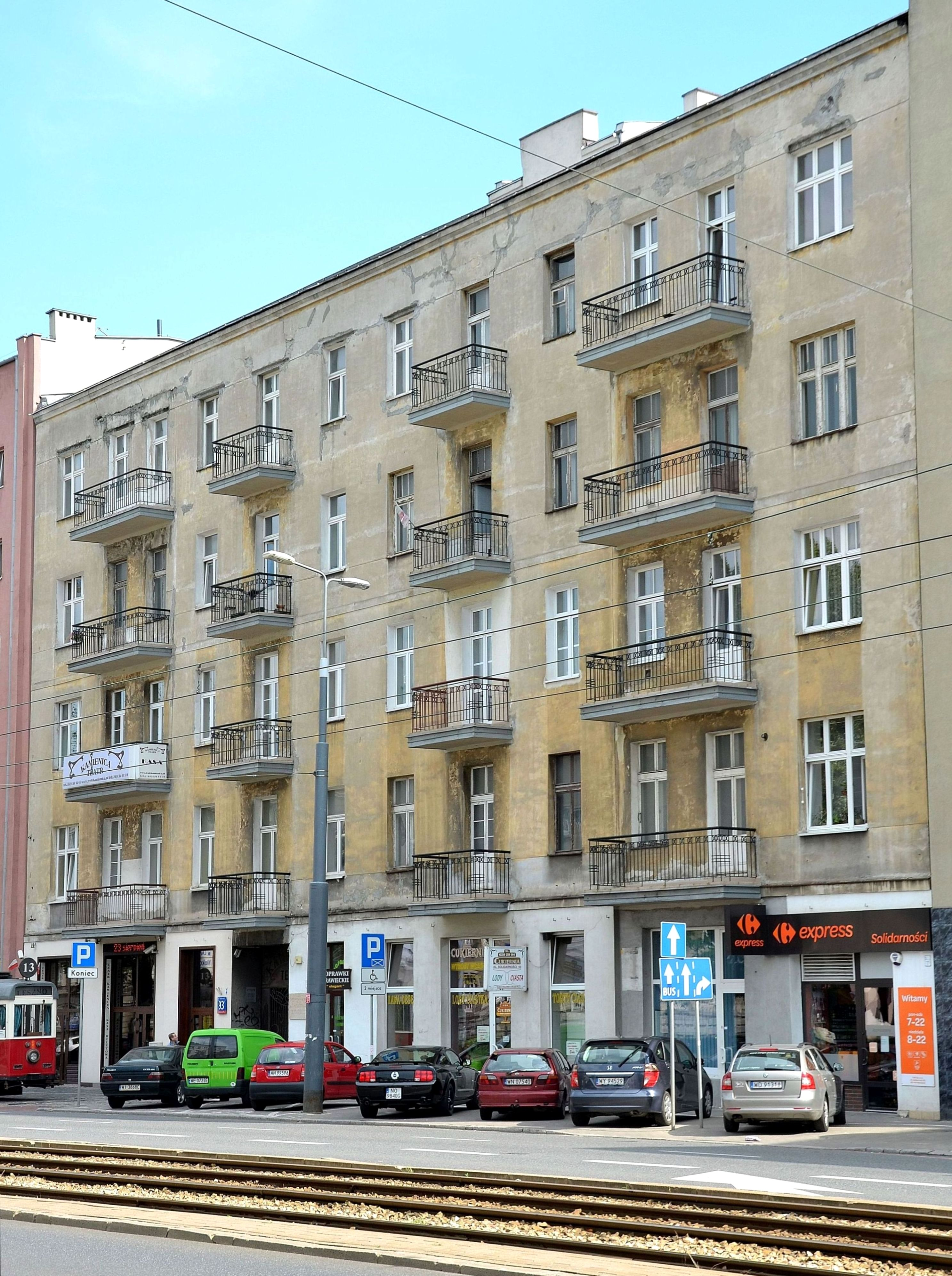
A Szolidaritás fasor (aleja Solidarności) 93. alatti bérház (egykori Leszno u. 13.), Varsó, 1940–1941-ben a Tizenhármas székhelye

A Tizenhármas Csoport (lengyelül: Trzynastka, jiddisül: Das Draitzental) egy zsidó kollaboráns szervezet volt a varsói gettó területén Lengyelország megszállása idején a második világháború során. A Tizenhármas nemhivatalos nevét varsói székhelye Leszno u. 13. alatti címéről kapta. A csoportot 1940 decemberében hozták létre, vezetője Abraham Gancwajch volt, a Hasomér Hacair szocialista-cionista cserkészmozgalom korábbi łódzi helyi vezetője. A szervezetet, melyet a Zsidó Gestapo  néven is emlegettek,  a Sicherheitsdienst (SD) hozta létre és közvetlenül a német Gestapo alárendeltségébe tartozott.
A csoport a Zsidótanács (Judenrat) vetélytársa volt a gettó ellenőrzéséért folyó küzdelemben és beépült a gettóbeli zsidó ellenállásba. A csoport legfontosabb szervezeti egysége A Varsói Zsidónegyed Uzsora- és Feketézés Elleni Hivatala volt. Elvileg a feketepiac ellen harcolva valójában nagy összegeket szedtek be védelmi pénz címén, zsarolás és kényszerítés útján. A csoport saját börtönnel is rendelkezett. Összesen három-négyszáz egyenruhás zsidó tisztje volt, akik zöld szalagos sapkát viseltek. 1941 júliusában a 13-as Csoport alulmaradt a Zsidótanáccsal szemben a politikai küzdelemben és a Hivatal beolvadt a Zsidó Gettórendőrségbe.
A Hivatal bezárása után a 13-as Csoport aktív tagjai Gancwajch körül csoportosultak, és formálisan egy egészségügyi mentőszolgálatot hoztak létre (az 1941 májusában alapított ún. Mentőszolgálatot, vagy Elsősegély-állomást), melynek eszközeit valójában főleg csempészésre használták. Rendelkeztek egy bordéllyal is a Britannia szállóban. Szinte teljesen ellenőrzésük alatt tartották a gettó lovaskocsijait és egyéb szállítóeszközeit.

## Szakadás a vezetésben
1941 közepén, nem sokkal a Hivatal bezárása előtt szakadás történt a csoport vezetésében, amikor Morris Kohn és Zelig Heller szakított Gancwajch-hal és saját szervezeteket hozott létre. Kohn és Heller később túlélték a csoportot. Végzetük csak a gettó lakosságának a treblinkai megsemmisítőtáborba történő tömeges deportálásakor érte el őket a Großaktion Warschau során. A csoport felemelkedése és bukása valószínűleg összefüggött a német katonai és hivatali szervezet különböző érdekcsoportjai közötti hatalmi harcokkal, melyek saját anyagi hasznuk érdekében a gettón belül különböző klikkeket támogattak.
1942 áprilisában a 13-as Csoport sok vezetőjét kivégezték a németek a Reinhard-művelet során. Gancwajch és a csoport túlélő tagjai később magukat zsidó földalatti harcosoknak kiadva bukkantak fel, miközben valójában rejtőzködő zsidókra és őket bújtató lengyelekre vadásztak. A Zsidó Gestapo megszüntetése után Gancwajch Varsóban a gettón kívül tartózkodott, ahol továbbra is a náciknak dolgozott. Azt híresztelték róla, hogy 1943 körül meghalt, a háború utáni, NKVD-vel való kollaborációjára vonatkozó feltételezéseket nem sikerült igazolni.

## Fordítás
- Ez a szócikk részben vagy egészben  a   Group 13 című angol Wikipédia-szócikk ezen változatának fordításán alapul.  Az eredeti cikk szerkesztőit annak laptörténete sorolja fel. Ez a jelzés csupán a megfogalmazás eredetét és a szerzői jogokat jelzi, nem szolgál a cikkben szereplő információk forrásmegjelöléseként.